# Duckefett

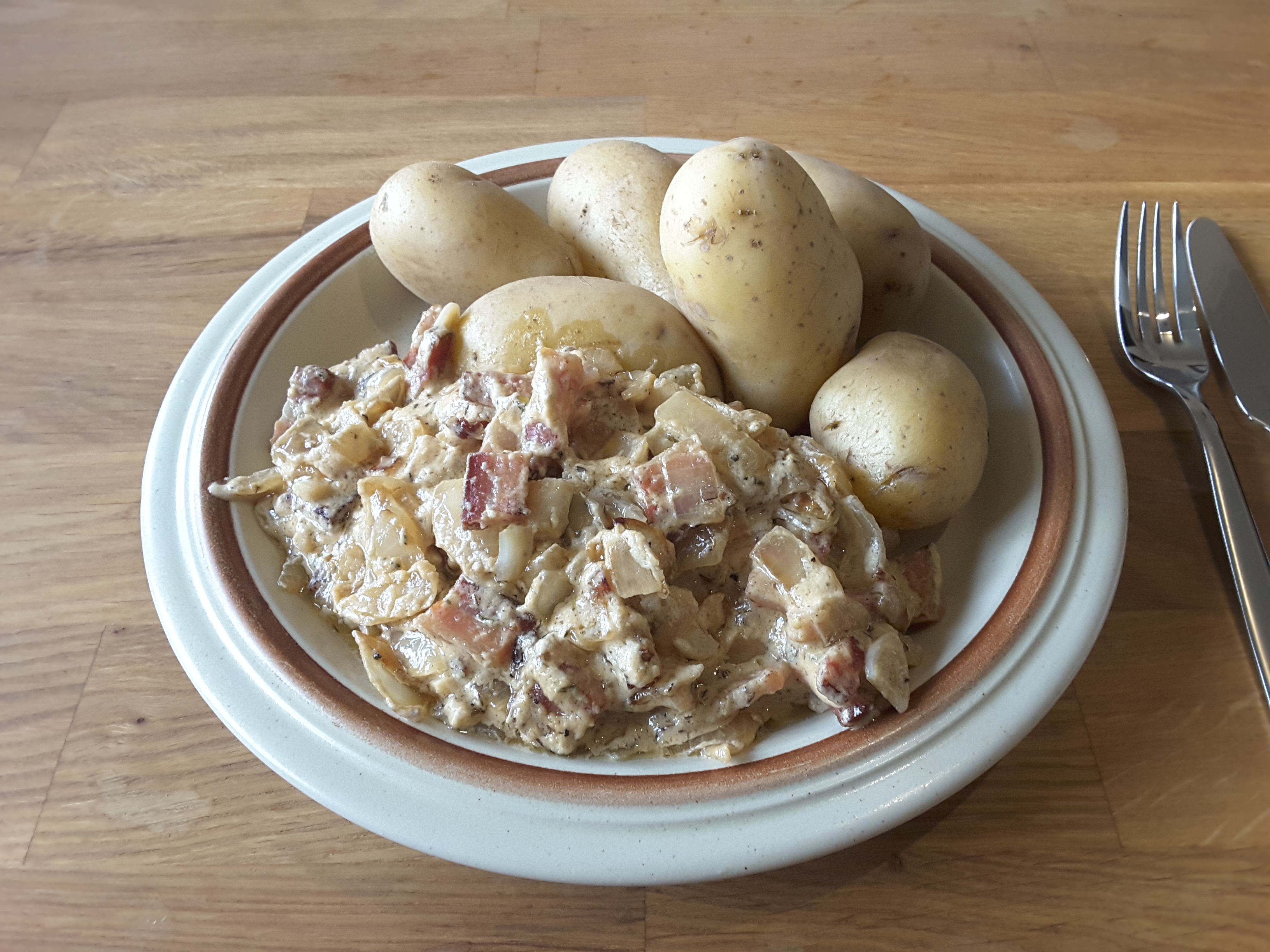
Hessisches Duckefett mit Kartoffeln

Duckefett ist eine einfache Sauce und eine regionale Spezialität insbesondere in Kassel, aber auch dem restlichen Nordhessen. Sie wird aus Speck, Zwiebeln, Schmand und gelegentlich Kondens- oder Vollmilch zubereitet. Als Beilagen zum Duckefett werden meist Pellkartoffeln, gelegentlich auch Kartoffelklöße gereicht.
Der Name leitet sich ab vom Tunken – im nordhessischen Dialekt „ducken“ – der Beilagen in die durch den Speck und den Schmand sehr fetthaltige Sauce. Aufgrund der preiswerten Zutaten galt Duckefett lange als „Arme-Leute-Essen“.